# Ole Brandt
Ole Brandt var en grønlandsk digter og forfatter (født 22. oktober 1918 død 24. juni 1981). Født i en af Aasiaat nedlagt bygd Imerissut. Var lærer i flere byer i Grønland bl.a. Aasiaat, Maniitsoq og Nuuk.
Har bl.a. skrevet bøgerne "QOOQA", "Tugdluartok'", "Tugluartok' II", "Ippiarsuup imai", "Pîtaralak" & "Taseraq pingajuallu".
I alle disse bøger beskrives hverdagen i Aasiaat distriktet i Diskobugten omkring årene fra 1920'erne til 1960'erne.
Der er lavet en del KNR Radio-udsendelser (1971) omkring hans bøger, hvor QOOQA var meget populær. Familier i alle aldre var klistret til radioen mens oplæsningen foregik. Hver individ i bogen blev læst op af en bestemt person. Dette gjorde den særligt populær, da lytteren kunne identificere sig med personen.
Ole Brandt var selv med i radioudsendelsen, da han var Seminarielærer i Nuuk på dette tidspunkt .
 Der er for få eller ingen kildehenvisninger i denne artikel, hvilket er et problem. Du kan hjælpe ved at angive troværdige kilder til de påstande, som fremføres i artiklen.